# 南知多温泉郷
南知多温泉郷（みなみちたおんせんごう）は、愛知県知多郡南知多町（旧国『尾張国』）にあり、内海温泉を中心に、山海、豊浜、師崎の計4地区の総称。内海温泉を独立させ、残る3地区の温泉を南知多温泉と呼ぶこともある。

## 泉質
- ナトリウム・カルシウム - 強塩化物・強食塩泉
  - 源泉温度 - 45℃

## 温泉街
一帯は知多半島の南西端、三河湾国定公園に属する風光明媚な海岸地帯にあり、温泉街は内海地区と山海地区に形成され、20軒足らずの宿泊施設が建ち並んでいる。内海温泉は主に日帰り施設の「白砂の湯」（現在は『テルメ・ウツミ・白砂の湯』：2016年（平成28年）現在休業中）から配湯しているが、南知多温泉は湯量が豊富で源泉を所有している旅館も見られる。
旧環境庁による日本の渚百選にも選定された千鳥ヶ浜が沿岸にあり、散策に人気がある。また、県下最大級の内海海水浴場、南知多ビーチランドなどのレジャー施設も多い。

## 歴史
歴史は新しく1988年（昭和63年）の開湯であり、地下1,300mのボーリングによって湧出。湯量が豊富であったために活性化をにらんで各旅館街に配湯し、従来から形成されていたリゾート地に一大温泉郷を形成した。また、その後独自でボーリングを試み、自家源泉を持つ宿も現れた。温泉に化石成分を含んでいるといわれており、効能が高く、源泉をそのまま使う宿も見られる。名古屋圏にも近いことで、年中を通して多くの観光客が訪れる県下有数の温泉地に成長し、今日に至る。

## 交通アクセス
鉄道
- 名鉄知多新線 内海駅下車、同駅から海っ子バスに乗車。